# Тиніс Пальтс
Тиніс Пальтс (ест. Tõnis Palts) — естонський політик (партія Союз Вітчизни та Res Publica) та бізнесмен. Народився 29 березня 1953 року у м. Курессаарі.
Мер Таллінна 2001, 2004—2005 рр., Міністр фінансів Естонії 2003 р. Депутат Рійгікогу 10-го скликання, 2003—2004 рр.
Член правління Асоціації Підприємців-фізичних осіб.